# Arrondissement de Neurode
L'arrondissement de Neurode est un arrondissement prussien du district de Breslau dans la province de Silésie, à la frontière avec la Bohême et, à partir de 1918, avec la Tchécoslovaquie. Il existe de 1855 à 1932. Le siège de l'arrondissement est la ville de Neurode.

## Géographie
L'arrondissement de Neurode est situé dans la basse chaîne de montagnes des Sudètes. Au nord, les monts des Hiboux (Góry Sowie) dominent, atteignant une hauteur de 1015 m dans la Hohe Eule (Wielka Sowa). La tour Bismarck (tour Orlowicz) y est construite en 1906. Au sud-ouest de l'arrondissement se trouvent les monts Tabulaires (Góry Stołowe), dont les montagnes les plus importantes sont la Große Heuscheuer (pl) (Szczeliniec Wielki) à 919 m et la Kleine Heuscheuer (pl) (Szczeliniec Mały), dont la forme de montagne tabulaire rappelle manifestement à ceux qui l'ont nommée des meules de foin géantes. Géologiquement, il s'agit de formations de grès avec les fissures, tours et gorges qui les caractérisent et qui deviennent des destinations d'excursion populaires depuis le XVIIIe siècle. Les monts Tabulaires sont désormais un parc national. Les autres montagnes sont l'Annaberg (pl) (647 m). l'Aller Heiligen Berg (pl) (648 m), le Hupprich (pl) (556 m) et le Hopfenberg (pl) (435 m).

Les rivières importantes de l'arrondissement sont la Steine (de) (Ścinawka), la Weistritz (Bystrzyca) et la Walditz (de).

## Histoire
Le territoire appartenant au royaume de Bohême est colonisé par des colons allemands à partir du XIIIe siècle. Les colons sont amenés dans le pays par le roi Ottokar II. La région de Glatz, qui est toujours soumise au droit canonique à l'archevêché de Prague, est élevée au rang de comté en 1459 par le roi de Bohême Georges de Poděbrady. Cette élévation est confirmée par l'empereur Henri III en 1459 et 1462. Comme les habitants restent d'abord fidèles aux États protestants de Bohême pendant la guerre de Trente Ans, l'empereur Ferdinand II retire leurs privilèges aux citoyens et aux nobles après la bataille de la Montagne-Blanche et recatholise le pays. Après les guerres de Silésie, le comté de Glatz et la Silésie tombent aux mains de la Prusse.
Un ordre du cabinet du 26 août 1854 autorise la formation d'un arrondissement de Neurode à partir des districts de Neurode et de Wunschelburg de l'arrondissement de Glatz. Le 2 août 1855, le nouveau bureau d'arrondissement de Neurode est inauguré. Valerian von Pfeil und Klein-Ellguth (de) devient le premier administrateur du nouveau arrondissement
La superficie de l'arrondissement est de 317 km². Sur les 48 952 habitants recensés en 1895, 96% sont catholiques. En 1910, l'arrondissement  compte 52.872 habitants et en 1925, 54 967. La croissance démographique est donc d'environ 0,4 % par an et la densité de population de 175 hab/km². L'arrondissement compte donc parmi les régions les plus densément peuplées de Silésie. À Neurode et Wünschelburg, il y a des tribunaux d'instance à Neurode et à Wunschelburg, qui sont subordonnés au tribunal régional de Glatz .
Le 1er octobre 1932, l'arrondissement Neurode est dissous et réuni avec l'arrondissement de Glatz.
Jusqu'à la fin de la Seconde Guerre mondiale, presque exclusivement des habitants germanophones vivent dans cette région. Depuis 1945, l'ancien arrondissement appartient au powiat polonais de Kłodzko.

## Évolution de la démographie
| Année | Habitants | source |
| ----- | --------- | ------ |
| 1871  | 48 530    | [ 6 ]  |
| 1885  | 51 062    | [ 7 ]  |
| 1890  | 49 729    | [ 8 ]  |
| 1895  | 48 952    |        |
| 1900  | 49 405    | [ 9 ]  |
| 1910  | 52 872    | [ 9 ]  |
| 1925  | 54 967    | [ 8 ]  |

## Administrateurs de l'arrondissement
1855–186800Valerian von Pfeil und Klein-Ellguth (de)
1868–189000Eberhard von Pfeil (de)
1890–189900Richard von Rechenberg
1899–191400Siegfried zu Dohna-Schlobitten
1914–192000Carl Albrecht Leopold von Hoffmann
1920–192300Leopold Nagel
1923–192500Karl Franz (de)
1925–193100Emil Schubert (de)
1931–193200Alfred Poppe

## Économie
À l'époque pré-industrielle et au début, l'agriculture et la foresterie dominent le district. D'autres entreprises s'y installent rapidement, ce qui contribue à la forte densité de population. En 1849, il y a 4 140 tisserands dont la situation économique ne diffère pas sensiblement de celle des ouvriers impliqués dans la révolte des tisserands (de) de Silésie. Une autre industrie importante est l'exploitation minière ; La houille, le fer, le cuivre, l'ardoise et l'or sont extraits depuis la fin du Moyen Âge. En 1849, 560 ouvriers sont employés dans cette industrie, qui dépasse l'industrie textile au début du XXe siècle.

## Communes
Communes appartenant à l'arrondissement avec les chiffres de population de 1901 :
- Albendorf 1391
- Beutengrund 918
- Biehals 441

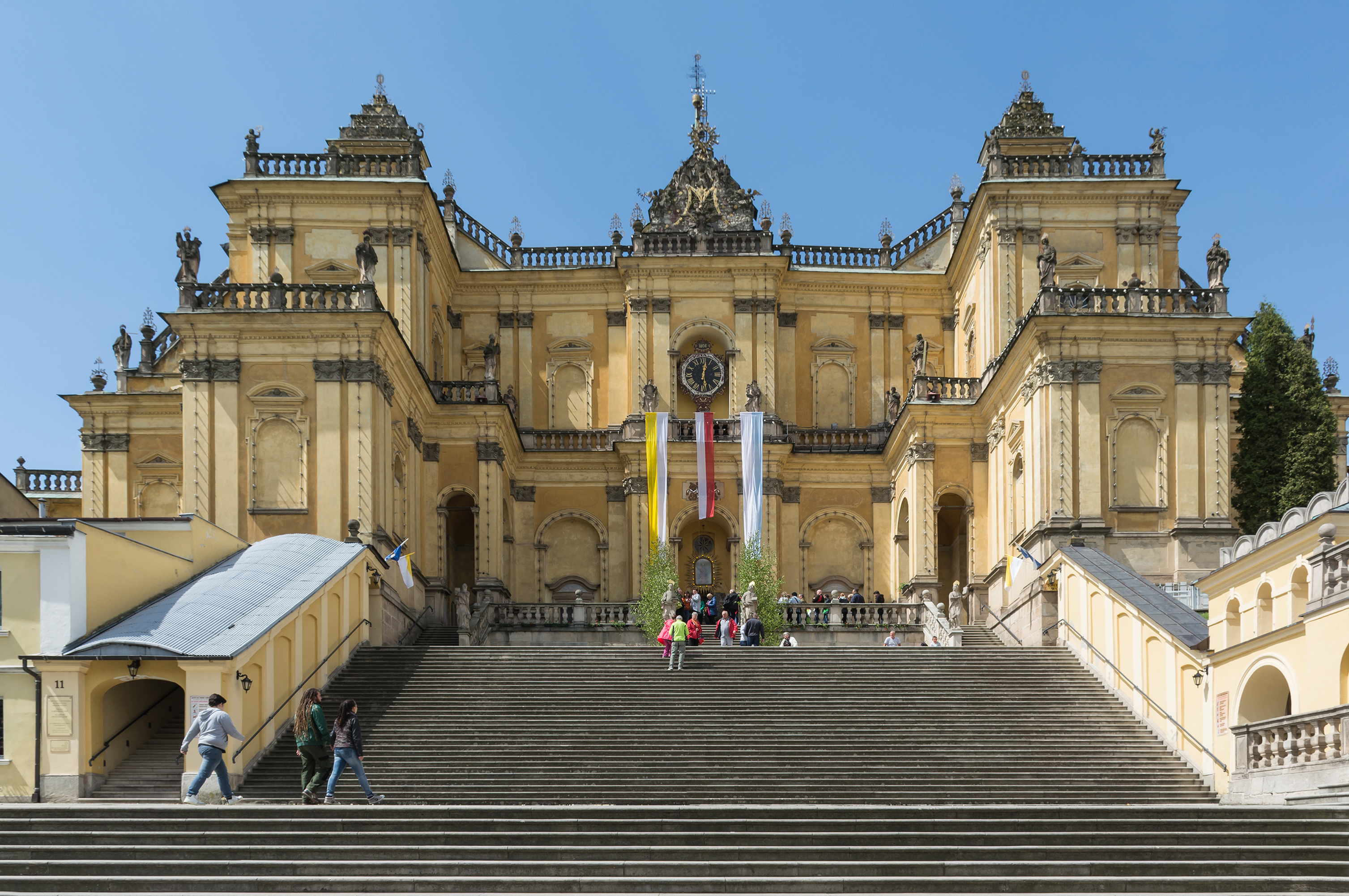
Église de pèlerinage d'Albendorf

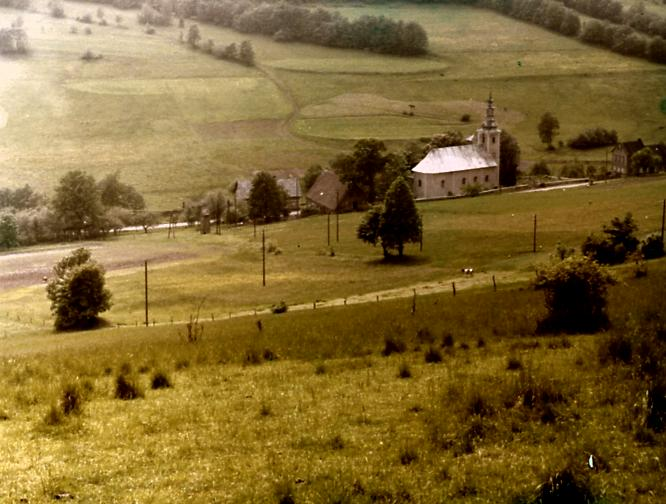
Via Bargla jusqu'à Kreinsdruff

- Buchau 1446 (incorporée à la ville de Neurode en 1936)[10]
- Dürrkunzendorf 429
- Ebersdorf bei Neurode 1359
- Eckersdorf 1623
- Falkenberg 1181
- Hausdorf 4254
- Kaltenbrunn 284
- Karlsberg 281
- Kohlendorf (de) 726
- Königswalde 1677
- Krainsdorf 615
- Kunzendorf (de) 4002
- Ludwigsdorf 3684
- Markgrund (pl) 120 (incorporée à la commune de Königswalde en 1937)[11]
- Mittelsteine 1715
- Mölke 208 (incorporée à la commune de Ludwigsdorf en 1909)
- Neudorf 513
- Neurode 7732
- Niederrathen 549
- Niedersteine 1316
- Oberrathen 475
- Obersteine 801
- Passendorf 572
- Reichenforst 98
- Rothwaltersdorf 719
- Schlegel (de) 3742
- Seifersdorf 441
- Tuntschendorf 900
- Vierhöfe 484
- Volpersdorf 2342
- Walditz 1337
- Wünschelburg 2686
- Zaughals 311

## Personnalités
- Ignaz Reimann (de) (1820-1885), compositeur
- Wilhelm Hauschild (1827-1887), peintre d'histoire, professeur
- Joachim von Pfeil (1857-1924), explorateur né à Neurode
- Oswald Völkel (de) (1873-1952), peintre
- Joseph Wittig (1879-1949), théologien, écrivain et historien local né à Neusorge (de)